# Infolisme
L'infolisme est une forme de cyberdépendance caractérisée par le besoin obsessionnel de recherche de l'information sur Internet.
Décrit dès 2010 par Dan Véléa et Michel Hautefeuille, psychiatres addictologues, dans leur livre Les addictions à Internet,, cette dépendance se traduit par une quête permanente d'informations, soit dans un domaine particulier, soit dans tous les domaines.